# Idaea margaritacea
Idaea margaritacea är en fjärilsart som beskrevs av Turati och Krüger 1936. Idaea margaritacea ingår i släktet Idaea och familjen mätare. Inga underarter finns listade i Catalogue of Life.